# Isovita
La isovita és un mineral de la classe dels elements natius. Rep el seu nom de la seva localitat tipus.

## Característiques
La isovita és un carbur de crom i ferro, de fórmula química (Cr,Fe)23C₆. Cristal·litza en el sistema isomètric. Es troba en forma de grans angulars de fins a 0,2 mil·límetres. La seva duresa a l'escala de Mohs és 8.
Segons la classificació de Nickel-Strunz, la isovita pertany a «01.BA - Carburs» juntament amb els següents minerals: cohenita, haxonita, tongbaïta, khamrabaevita, niobocarbur, tantalcarbur, qusongita i yarlongita.

## Formació i jaciments
Sol trobar-se associada a l'or, diversos minerals del grup del platí, cinabri, cromoespinel·la i altres minerals de crom i ferro, incloent carburs. Va ser descoberta al riu Is, al districte d'Isovsky (óblast de Sverdlovsk, Rússia). També se n'ha trobat a Verkhneivinsk, al riu Neiva, molt a prop de l'altra localitat.